# Stojan Balov
Stojan Balov, född den 24 mars 1960 i Bulgarien, är en bulgarisk brottare som tog OS-silver i bantamviktsbrottning i den grekisk-romerska klassen 1988 i Seoul. 